# Kvelertak
Kvelertak (nom que en noruec significa "bloqueig físic" o "estrangulament") és un grup de sis components de metall de Stavanger, Noruega, formada el 2007. La banda està formada pel vocalista Erlend Hjelvik, el guitarrista Vidar Landa, Bjarte Lund Rolland i Maciek Ofstad, com a baixista Marvin Nygaard i com a bateria Kjetil Gjermundrød.
El primer disc de la banda Kvelertak el van publicar el 2010 i se'n van vendre més de 15.000 còpies només a Noruega. El segon àlbum, Meir, el van publicar el març de 2013. El 13 de maig de 2016 publicarien el seu tercer àlbum d'estudi titulat Nattesferd.
Les lletres de Kvelertak són en noruec i les seves principals influències són el rock and roll, el black metal i el punk rock.

## Història
Kvelertak es formà a Stavanger (Noruega) l'any 2007, i la seva primera demo Westcoast Holocaust la van autoeditar aquell mateix any. La banda publicà llavors el seu àlbum de debut titulat Kvelertak el 21 de juny de 2010 amb el segell Indie Recordings, i el 15 de març via The End Records a Amèrica del Nord. L'àlbum va rebre el reconeixement de disc d'or per la IFPI a Noruega al vendre més de 15.000 còpies.

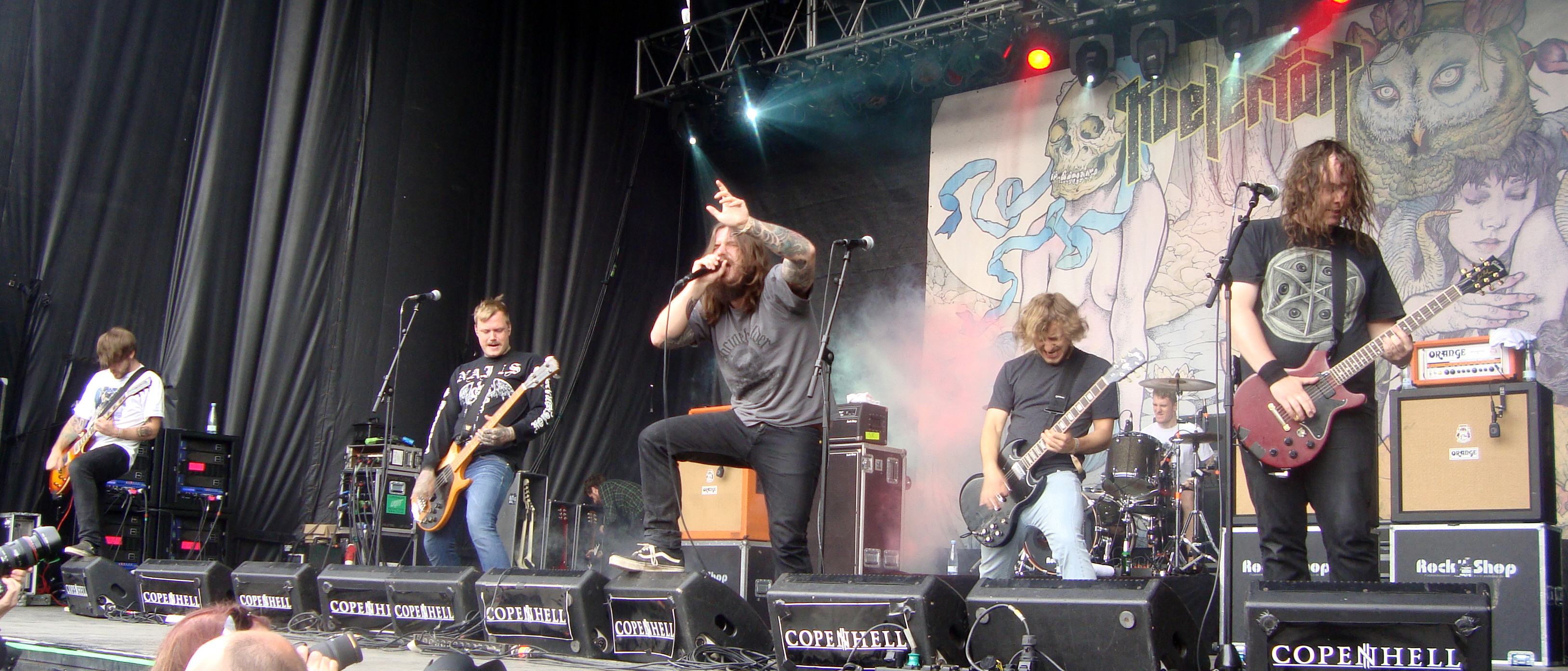
Kvelertak durant el seu concert al festival Copenhell a Copenhaguen, el 18 de juny de 2011.

El març de 2011, Kvelertak va ser nominada a dos Spellemann Awards —uns prestigiosos premis de música de Noruega similars als americans Premi Grammy— per Millors debutants i Millor grup de rock. La cançó "Mjød" de Kvelertak va ser utilitzada a més al film The Troll Hunter.
Finalment el 25 de març de 2013, van publicar el seu segon disc Meir (el 26 de març als EUA) amb Sony Music Scandinavia a Escandinàvia, i Roadrunner Records a la resta del món, a més d'Indie Recordings pel format vinil.
El príncep hereu Haakon Magnus de Noruega i la seva esposa, la princesa Mette-Marit Tjessem Høiby, van assistir el 7 de maig de 2013 a un concert de Kvelertak a Slim, San Francisco, Califòrnia. Concert en el que el reconegut artista i líder de Metallica James Hetfield, també hi era present. Hetfield va penjar un vídeo al seu perfil d'Instagram d'ell atenent a l'actuació de la banda i descrivint al líder de la qual com a "salvatge".
El 8 de març de 2016, anunciaren que el seu tercer àlbum d'estudi titulat Nattesferd es publicaria el 13 de maig del mateix any, el qual seria el primer àlbum de la banda gravat a Noruega. Un mes més tard, el 8 d'abril, publicaren el primer videoclip amb la cançó '1985' que seria el primer single de l'àlbum. El 12 d'abril es presentaria el segon single de l'àlbum amb la cançó 'Berserkr'. La revista Rolling Stone publicaria una versió en streaming de l'àlbum el dimarts 10 de maig amb comentaris de la banda cançó per cançó, com a promoció del disc que sortiria a la venda el següent divendres dia 13. El segon videoclip publicat seria de la cançó que dona nom a l'àlbum Nattesferd i es presentaria el 16 de juny.
Foren designats per l'actuació d'obertura dels concerts de la gira de Metallica WorldWired Tour entre el setembre de 2017 i maig del 2018 a Europa, així com per l'actuació d'obertura de la gira de Ghost Popestar Tour el 2017. El 16 de juliol de 2018, però, el cantant Erlend Hjelvik anuncià que abandonaria la banda. I seria reemplaçat per Ivar Nikolaisen (cantant de Silver i The Good the Bad and the Zugly), notícia que s'anunciaria definitivament el 20 de juliol següent. Ivar ja havia participat com a cantant convidat per Kvelertak al single 'Blodtørst'.
El 27 de novembre de 2019 anunciarien el seu quart àlbum Splid, el qual sortiria publicat el 14 de febrer de l'any 2020. El mateix dia publicarien el primer single de l'àlbum Bråtebrann. Aquest nou àlbum es publicaria sota la discogràfica Rise Records i el seu títol Splid (en català "discòrdia") faria al·lusió a "una immersió profunda en la golafreria occidental, la nostra pròpia estupidesa i l'abisme de la terra". Seria el primer àlbum a incloure cançons en anglès i va ser gravat als estudis Godcity Studio de Kurt Ballou, guitarrista de la banda Converge, a Salem (Massachusetts). I comptaria amb col·laboracions com la de Troy Sanders de Mastodon.
L'11 d'abril de 2023 publicarien el nou single "Krøterveg Te Helvete".

## Premis
- 2010: Dos vegades guardonats als Spellemannprisen en les categories de millor banda de Rock i també a la de Debutants, pel seu àlbum homònim Kvelertak.

## Discografia

### Àlbums d'estudi
| 2010                                                                                                 | Kvelertak - Publicació: 21 de juny de 2010 - Segell: Indie Recordings - Formats: CD, descàrrega digital, vinil                                        | 3 | —   | —  | —  | —  | —   | —   |
| 2013                                                                                                 | Meir - Publicació: 25 de març de 2013 - Segell: Sony Music Scandinavia, Roadrunner Records, Indie Recordings - Formats: CD, descàrrega digital, vinil | 1 | 165 | 18 | 64 | 20 | 100 | 108 |
| 2013                                                                                                 | Nattesferd - Publicació: 13 de maig de 2016 - Segell: Roadrunner Records, Indie Recordings - Formats: CD, descàrrega digital, vinil                   | — | —   | —  | —  | —  | —   | —   |
| 2020                                                                                                 | Splid - Publicació: 14 de febrer de 2020 - Segell: Rise Records - Formats: CD, descàrrega digital, vinil                                              | — | —   | —  | —  | —  | —   | —   |
| 2023                                                                                                 | Endling - Publicació: 8 de setembre de 2023 - Segell: Rise Records - Formats: CD, descàrrega digital, vinil                                           | — | —   | —  | —  | —  | —   | —   |
| "—" indica les publicacions que no van entrar als rànquings o no van ser publicats en aquella regió. | |   |     |    |    |    |     |     |

### EP
- Gojira/Kvelertak Live (2013, compartit amb Gojira)

### Senzills
- "Mjød" (2010)
- "Blodtørst" (2010)
- "Bruane Brenn" (2013)
- "Kvelertak" (2013)
- "Bråtebrann" (2019)
- "Crack of Doom" (feat. Troy Sanders) (2020)
- "Fanden ta dette hull!" (2020)
- "Krøterveg Te Helvete" (2023)

### Demos
- Westcoast Holocaust (2007)[26]

## Membres
Membres actuals

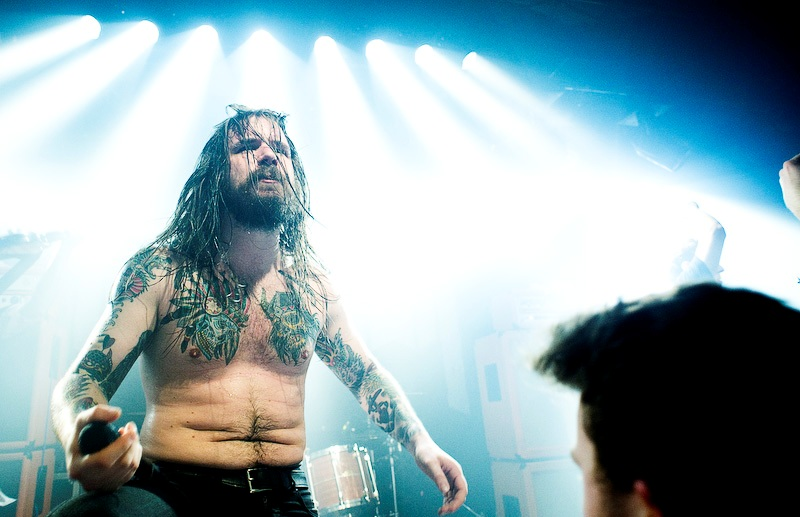
Erlend Hjelvik en un concert a Ancienne Belgique, Brussel·les.

- Vidar Landa – guitarres (2007–present)
- Bjarte Lund Rolland – guitarres, segones veus, teclats (2007–present)
- Marvin Nygaard – baix elèctric (2007–present)
- Maciek Ofstad – guitarres, segones veus (2009–present)
- Ivar Nikolaisen – veu principal (2018–present)
- Håvard Takle Ohr – bateria (2019–present)

Membres anteriors
- Erlend Hjelvik – veu principal (2007–2018)
- Anders Mosness – guitarres (2007–2009), drums (2007–2008)
- Kjetil Gjermundrød – bateria (2008–2019)

Altres
- Steve Moore - bateria (de sessió) (2019)
- Jay Weinberg – bateria (en directe) (2013)